# Граф Ламана

Веретено Мозера є планарним Ламановим графом

Повний двочастковий граф K_{3,3}, непланарний граф Ламана

Граф Ламана — граф з сімейства розріджених графів, що описує мінімальні жорсткі системи відрізків та шарнірів на площині. Формально — граф Ламана з {\displaystyle n} вершинами — це такий граф {\displaystyle G}, що, по-перше, для кожного {\displaystyle k} будь-який підграф графа {\displaystyle n}, який містить {\displaystyle k} вершин, має не більше, ніж {\displaystyle 2k-3} ребер і, по-друге, сам граф {\displaystyle G} має рівно {\displaystyle 2n-3} ребер.
Названі на честь професора Амстердамського університету Герарда Ламана, який використовував їх в 1970 для опису пласких жорстких структур.

## Жорсткість
Графи Ламана виникають в теорії жорсткості наступним чином: якщо розмістити вершини графа Ламана на евклідовій площині так, щоб вони перебували у загальному положенні, і рухати вершини так, щоб довжини всіх ребер залишалися незмінними, то цей рух з необхідністю буде евклідовою ізометрією. Більш того, будь-який мінімальний граф, що має таку властивість, з необхідністю є графом Ламана. З інтуїтивної точки зору зрозуміло, що кожне ребро графа зменшує ступінь вільності відповідної йому шарнірно-стрижневої системи на одиницю. Тому 2n-3 ребер в графі Ламана зменшують 2n ступенів вільності системи з n вершин до трьох, що відповідає ізометричному перетворенню площини. Граф є жорстким в цьому сенсі тоді і лише тоді, коли він містить підграф Ламана, що містить всі вершини графа. Таким чином, графи Ламана є мінімальними жорсткими графами, і вони формують базис двомірних матроїдів жорсткості.
Якщо задані n точок площини, існує 2n ступенів вільності в їх розташуванні (кожна точка має дві незалежні координати), але жорсткий граф має лише три ступені вільності (розміщення однієї точки та поворот навколо цієї точки). Інтуїтивно зрозуміло, що додавання ребра фіксованої довжини в граф скорочує ступінь вільності на одиницю, так що 2n-3 ребер графа Ламана зменшує 2n ступенів вільності початкового розташування до трьох ступенів вільності жорсткого графа. Проте не кожен граф з 2n-3 ребрами є жорстким. Умова у визначенні графа Ламана, що жоден підграф не містить забагато ребер гарантує, що кожне ребро реально вносить свій внесок у загальне зменшення ступеня вільності, а не є частиною підграфа, який вже є жорстким завдяки іншим своїм ребрам.

## Планарність
Графи Ламана пов'язані також з поняттям псевдотріангуляції. Відомо, що кожна псевдотріангуляція є графом Ламана, і навпаки, кожен плаский граф Ламана може бути реалізований як псевдотріангуляція. Проте слід мати на увазі, що існують непланарні графи Ламана, наприклад, повний двочастковий граф {\displaystyle K_{3,3}}.

## Розрідженість
Штрейну та Теран визначають граф як {\displaystyle (k,l)}-розріджений, якщо будь-який непорожній підграф з {\displaystyle n} вершинами має максимум {\displaystyle kn-l} ребер, і {\displaystyle (k,l)}-щільний, якщо він {\displaystyle (k,l)}-розріджений і має в точності {\displaystyle kn-l} ребер. Таким чином, у цій нотації, графи Ламана — це в точності (2,3)-щільні графи, і підграфи графів Ламана — це в точності (2,3)-розріджені графи. Ту ж саму нотацію можна використовувати для опису інших важливих сімейств розріджених графів, включаючи дерева, псевдоліси, і графи з обмеженою деревністю.

## Побудова Хенненберга

Побудова Хенненберга веретена Мозера

Задовго до роботи Ламана Лебрехт Хеннеберг описав двомірні мінімальні жорсткі графи (тобто, графи Ламана) різними способами. Хенненберг показав, що мінімальні жорсткі графи з двома та більше вершинами — це в точності графи, які можна отримати, почавши з одиничного ребра, використовуючи операції двох видів:
1. Додається нова вершина разом з ребрами, що з'єднують її з двома вже наявними вершинами.
2. Ребро розбивається і додається нове ребро, що з'єднує знову з'явилася вершину з наявною.

Послідовність таких операцій, яка формує заданий граф, називається побудовою Хенненберга.
Наприклад, повний двочастковий граф {\displaystyle K_{3,3}} може бути побудований спочатку застосуванням тричі першої операції для побудови трикутників, а потім застосуванням двох операцій типу два для розбиття двох сторін трикутника.